# Shirakiana infumata
Shirakiana infumata är en insektsart som först beskrevs av Matsumura 1914.  Shirakiana infumata ingår i släktet Shirakiana och familjen Derbidae. Inga underarter finns listade i Catalogue of Life.